# Pierre Sue
Pierre Sue (París, 28 de desembre, 1739 - idem. 28 de març, 1816), fou un metge i cirurgià francès.
Va obtenir el títol de cirurgià el 1763 i aviat va ascendir als més alts llocs, merescuts pels seus grans talents. Cirurgià de la ciutat de París, professor d'anatomia de l'Escola Pràctica, professor de terapèutica de la mateixa, secretari de l'Acadèmia de Cirurgia, bibliotecari i professor de bibliografia de l'Escola de Sanitat, el 1808 va ser nomenat professor de medicina legal. El 1784 va ser elegit membre de la Royal Society of Edinburgh proposat per Alexander Monro (primus), Andrew Duncan, el vell i James Gregory.

## Família
Era fill de Jeanne Angelique Martin de Martin i el seu home, l'anatomista Jean-Joseph Sue. El seu germà petit era Jean-Joseph Sue (1760-1830).

## Obres
- Éloge historique de Jean Devaux (París, 1772);
- Éloge de Louis XV (París, 1774);
- Essais historiques, littéraires et critiques sur l'art des accouchements (París, 1779);
- Aperçu général, appuyé de quelques faits, sur l'origine et le sujet de la Médecine légale; Mémoire sur l'état de la chirurgie á la Chine; Histoire du galvanisme; Anécdotes historiques littéraires et critiques, sur la médecine, la chirurgie et la pharmacie (Amsterdam i París, 1785);
- Tables Chronologiques et alphabetiques des thèces soutenues à l'Ecole de médecine de París du nombre de 406 (París, 1806);
- Èloge historique de Chopart (París, 1808);
- Commentaires littéraires sur quelques passages des lettres de Sénèque le philosophe, relatifs à la médecine.